# エメラルド (ポケットモンスターSPECIAL)
エメラルドは、漫画『ポケットモンスターSPECIAL』に登場する架空の人物である。

## プロフィール
- 性別：男
- 誕生日：5月31日
- 星座：双子座
- 誕生石：エメラルド
- 年齢：11歳(第6章)・14歳（第13章）
- 血液型：AB(RH－)型
- 身長：125cm（第13章時点）
- 体重：28kg（第13章時点）
- 出身地：ホウエン地方
- 賞歴：ホウエン地方バトルフロンティア全制覇
- 特技：ポケモンの出身地を見抜く
- 好きなもの：ポケモンバトル
- 初登場：第180話 最終決戦XIV
- 登場章：(第3章)・第6章・(第7章)・(第9章)・第13章
- 登場巻：(15)・26-29・(37)・(41)
- 持ち物：ポケモン図鑑（3代目）・フロンティアパス・ポケナビ・マジックハンド・厚底靴・Eシューター・ボール各種・翠色の宝石・ポケギア・フロンティアシンボル×7・メガバングル・ジュカインナイト
- 代名詞：鎮める者
- 人気投票：16位（2005年）→13位（2011年）

## 人物
第6章のメイン主人公。イエロー同様、ゲーム版に容姿の原型が無い本作のオリジナルキャラクターである。一人称は「オレ」。
第6章では腰近くまで伸びた金髪をクロワッサンのような形にセットした個性的な髪型をしており、額にはアクセサリーとして翠の宝石（ポケモン協会が開発していた翠色の珠の核。ヤナセ・ベルリッツが翠色の珠を川に捨てた後、核である宝石をエメラルドが拾っていた）を装着。また、ほとんど二頭身という極端に小柄な体格がコンプレックスで、ダボダボの袖の中に仕込んだマジックハンドと、モンスターボールの収納ケースを内蔵した超厚底ブーツでごまかしている（しかし、肝心の靴底がすぐに取れてしまう）。その結果、歴代主人公の中でもかなり奇抜な外見となっている(ゴールドからは、当初その外見から｢ミョーチキリンボーイ｣と呼ばれている)。第6章の終盤からは厚底ブーツを止めて髪を下ろしたスタイルになり、第13章では半袖の服・半ズボン・スニーカーを着用している。額に付けていた翠色の宝珠も外しており、一時的にセンリへ貸し出していた。
一見何も考えずに行動しているようで、感情優先のハチャメチャな言動を好み、周りを驚かせては振り回すが、実際は冷静かつ理性的な思考のもとに行動している。ゆえにマイペースなルビーやサファイアには翻弄されることもしばしば。ポケモンを捕獲する際、クリスタルと同じようにモンスターボールを足で蹴る(作者曰く、クリスタルの捕獲方法を真似ているだけ)。第13章以降は歯に衣着せぬ物言いは変わらないが精神的に成長して破天荒な言動は鳴りを潜め、ルビー・サファイア2人に振り回されながらも相談役にもなっている。高い所から立ち小便をする癖がある。
定められたルールの中で行う「スポーツとしてのポケモンバトル」を好んでおり、「試合（バトル）はするが戦闘（ケンカ）はしない」というポリシーを持っていた。ポケモンバトルに勝つ為に必要なものは「ポケモンの技や能力」と「それを扱うトレーナーの力量」のみと考えている。その為、勝ち目のないメンバーで挑むのはポケモンに対して失礼だという考え方をしており、自分に懐いているジュカイン達に対しても、信頼を寄せるまではせず、ルビーやサファイアの主張する「ポケモンへの信頼」についてもアレルギーを起こすまで全面的に否定している。しかし、バトルアリーナとバトルパレスでの戦いを通じて、ポケモンとの絆や信頼の大切さを実感し始めた。そして、終盤今まで抑えてきたポケモンへの想いを叫ぶことになる。
様々な土地を渡り歩いて、様々なポケモン達と触れ合ってきており、ポケモンの故郷が一目で分かるという能力を持つ。さらに旅の途中でラティオス・ラティアスと仲良くなり、この2匹と行動を共にし意思の疎通が行える。ラティオスとラティアスからの愛称は「ラルド」。
両親を小さい頃に亡くしており、親戚の家に引き取られていたが、身体の小ささを理由にいじめられていた過去を持ち、「ポケモンが手足の代わり」と言われたことが原因でポケモンと接する事を止めていた。その後、出会ったカラクリ大王の勧めでジョウト地方のポケモン塾に向かった時、マグマッグを捕獲するクリスタルを見かけ、彼女に憧れを抱いた。入塾後、クリスタルの活躍とポケモン塾に尽くす様子を聞き、彼女に対する感情が憧れから尊敬に変わった。彼女に会いたい一心でポケモン図鑑を欲しがるが、オーキド博士に自身の心の偽りを指摘され、その後はカラクリ大王のくれた道具によって自身を磨き、遂に図鑑を譲り受ける。ゴールドに対しては、会って間もないにもかかわらず、大きくサポートしてくれたことがきっかけで、クリスタル同様尊敬するようになり、以降は彼を兄のように慕うようになる。

## 劇中での活躍
第3章（金・銀・クリスタル編）
シルエットでの登場だが、エピローグでオーキド博士にポケモン図鑑をもらいにやってきた少年が彼であるということが第6章で判明した。
第4章（ルビー・サファイア編）
直接の登場はないが、オーキド博士から図鑑所有者となることを許され、オダマキ博士に預けられたポケモン図鑑をもらうためホウエン地方にやって来ていた。しかし、カイオーガが発生させた災害のために図鑑とキモリが海に流されてしまい、この時は受け取ることができなかった。
第6章(エメラルド編)
幻のポケモン・ジラーチを捕獲する使命をオーキド博士とクリスタルから受け、バトルフロンティアを制覇すべく単身で乗り込む。しかし、持ち前のハチャメチャな行動でオープニングセレモニーを滅茶苦茶にしてしまい、オーナー・エニシダやフロンティアブレーンにこってりと絞られ、「施設公開期間である1週間でバトルフロンティアの全施設を制覇する」ことを条件付けられる。
順調に各施設を制覇していくが、バトルドームで初めて制覇に失敗。その最中、ジラーチがガイル・ハイダウトに捕えられ、後を追う形でルビー・サファイアと共にバトルタワーに向かう。その途中、ゴールド・クリスタルと合流し、レッド達の石化を解くため、ジラーチに願う役目を言い渡される。初めは、ジラーチが自分に心を開かなかったが、ポケモンへの想いを叫んだことで、ジラーチの第三の目が開き、レッド達の石化が解かれる。究極技を習得した後は、歴代図鑑所有者の先輩達と共に究極技を繰り出して、ガイルが出現させた強大な海の魔物を撃退し、バトルフロンティアの危機を救った。その後は歴代図鑑所有者たちで行われたトーナメントを制し全施設制覇を成し遂げた模様。
第9章(ハートゴールド・ソウルシルバー編)
クリスタルの回想シーン内にシルエットで登場。この時のクリスタルの発言から、生きる目標や楽しみに気付いて健やかに暮らしている様子。
第13章(オメガルビー・アルファサファイア編)
ダイゴからの要請で、ムロタウンでメガシンカ習得の修行をする。後にシーキンセツに移動し、フーパと戦った後、吸収盤へメガジュカインの生体エネルギーを注ぎ込んだ。
シーキンセツでヒガナとの戦闘に巻き込まれ、彼女にメガバングルを奪われる。ホカゲとシズクの策略によってグラードンとカイオーガが出現し、さらにマツブサ達の持つ珠の力でゲンシカイキとなった2匹に圧倒された。流星の里で療養し、おばば様からデボンの計画の失敗とレックウザの行方を知る。レックウザの捜索をルビーに任せ、自身は行方不明になったサファイアを捜索する。 フーパの能力でサファイアを発見し、ルビーとも再会する。流星の民とデボンコーポレーションの不和を仲裁し、協力して隕石を破壊するキッカケを作った。
ルビー・サファイアが宇宙に向かう中で不測の事態に備えてフーパと共に地球に残り、隕石破壊を終えるとホウエンのフロンティアブレーンと再会する為、ルビーと別れた。

## 所有ポケモン
一部除いて、第6章時のメンバー。ニックネームはつけていない。当初手持ちは持っておらず、バトルファクトリーのレンタルポケモンや、必要に応じてクリスタルから転送してもらっていた。手持ちのポケモンは暴れていたり、苦しんでいたところをなだめられ、自ら加わった。カビゴン・バリヤード・マンタインはバトルファクトリーのレンタルポケモンだったが、ファクトリーヘッド・ダツラの許可で正式な手持ちになった。
他の図鑑所有者とは違い、特定の地方だけの偏った手持ちではなく、カントー・ジョウト・ホウエンまでのポケモンがそれぞれ2匹ずつ入っており、他の図鑑所有者と共通しているポケモンの性別が逆であったり、ジュカインのメガシンカを含めれば、全メンバーに新たな進化前と進化系が判明している。

### 手持ち
ジュカイン
- （キモリ♂→ジュプトル♂）→ジュカイン♂←→メガジュカイン♂ Lv.69
- 特性：しんりょく←→ひらいしん 性格：せっかち
- 技："アイアンテール"・"きあいパンチ"・"タネマシンガン"・"のしかかり"・"ハードプラント"・"みきり"・"やどりぎのタネ"・"リーフブレード"

オダマキ博士が研究していたポケモン。第4章において、グラードン・カイオーガによる大災害で大海原に、オダマキ博士のバッグに入っていたポケモン図鑑と共に流されてしまったが、ミツルに拾われて彼の一時手持ちになる。ミツルの「空の柱」での修行中、野生のサマヨールと戦った時にジュプトルに進化した。レックウザを目覚めさせる際、再びはぐれてしまい、野生化しジュカインに進化した。
その後はガイル・ハイダウトに捕獲され、バトルフロンティア襲撃の布石としてレンタルポケモンに紛れ込まされていたが、バトルファクトリーに挑戦していたエメラルドがレベル50限定のバトルにも拘らずレベル51であったことを見抜き、"どくばり"で暴走させられたのを彼に救われてやっとのことでエメラルドの初のパートナーとなった。
当初は以前の記憶を失っていたようだが徐々に記憶を思い出す。そして、ルビーに自分とミズゴロウ（ZUZU）のどちらかを選ばれる際、「緑の方よりはマシ」と侮蔑された事も思い出し、再会したルビーに何度も逆襲している。料理も上手く、ウソッキーと競い合った。その後の修行により、「草の究極技」"ハードプラント"を習得し、レッドのフッシー（フシギバナ）・クリスタルのメガぴょん（メガニウム）と共に放った。
第13章では修行により、メガジュカインへのメガシンカに成功する。
ウソッキー
- ウソッキー♀ Lv.62
- 特性：いしあたま 性格：きまぐれ 個性：まけずぎらい
- 技："いわなだれ"・"カウンター"・"けたぐり"・"じたばた"

ホウエン地方の「バトルフロンティア」で新聞記者が木と間違えてうっかり水をかけてしまい、暴れていたところをエメラルドになだめられ野生に帰ったが、アトリエの洞窟で再会して彼の手持ちになる。♀らしく母性本能が強く、料理が上手い。
終盤では、ゴールドのウーたろうと恋人になる。
第13章でも登場している。
サマヨール
- サマヨール♂ Lv.61
- 特性：プレッシャー 性格：うっかりや 個性：かんがえごとがおおい
- 技："おにび"・"サイコキネシス"・"シャドーパンチ"・"シャドーボール"・"ほのおのパンチ"

バトルチューブ内の施設に出現。エメラルドによると、出身はおくりび山らしい。
チューブクイーン・アザミとの勝負後にエメラルドになだめられ、ウソッキーと一緒にアトリエの洞窟に現れてエメラルドの手持ちになった。
カビゴン
- カビゴン♀ Lv.60
- 特性：あついしぼう 性格：れいせい

終盤でレッドのゴンと恋人になり、第9章でタマゴが発見されている。
バリヤード
- バリヤード♂ Lv.63
- 特性：フィルター 性格：ようき

終盤でクリスタルのバリぴょんと恋人になる。
マンタイン
- マンタイン♀ Lv.65
- 特性：すいすい 性格：わんぱく

終盤でゴールドのマンたろうと恋人になる。

### その他
ラティオス♂
- 特性：ふゆう
- 技："ラスターパージ"

ラティアス♀
- 特性：ふゆう
- 技："ミストボール"・"れいとうビーム"

2匹とも登場当時からエメラルドの友達で、エメラルドをバトルフロンティアへ連れて来た。テレパシーで会話し、エメラルドの移動も手伝う。
ラティアスは"ミストボール"を使って姿を眩ましたり、周りの光の反射をかえて人間の姿であるように見せる事も可能（メイド・新聞記者・看護婦・チアガールなど）。
一方が見ている光景をもう片方と、その周囲の人間に見せることができる「思念（ゆめうつし）」の能力を持つ。
全てが終わった後に、エメラルドには心を許し合える友達ができ、もう役目は終わったと「南の孤島」へ帰って行った。
フーパ
- 特性："マジシャン"

第13章に登場。

### バトルファクトリーでの使用
エアームド♂ Lv.50
- 持ち物：せんせいのツメ

サイホーン♂ Lv.50
- 持ち物：たべのこし
- 技："いわなだれ"

ルンパッパ♂ Lv.50
- 持ち物：ピントレンズ

イルミーゼ♀ Lv.50
- 特性：いろめがね
- 技："おだてる"

エネコロロ Lv.50

フシギソウ Lv.50

トゲチック Lv.50

チョンチー Lv.50

カモネギ Lv.50

ケッキング Lv.50
- 技："だましうち"・"なまける"

サーナイト Lv.50

ジュプトル Lv.50

マッスグマ♂ Lv.50
- 特性：ものひろい 持ち物：こだわりハチマキ→ラムのみ
- 技："あなをほる"・"でんじは"・"トリック"・"やつあたり"

「レンタルポケモンだから懐いていない」・「"やつあたり"がタイプ一致の技」・「こだわりハチマキで攻撃力が上昇」という条件が優れている。
カイロス♀ Lv.50
- 特性：かいりきバサミ 持ち物：ラムのみ
- 技："じたばた"・"こらえる"・"つるぎのまい"・"ハサミギロチン"

### クリスタルからの支援
ハピナス♀ Lv.50
- 特性：しぜんかいふく 性格：ずぶとい 持ち物：モモンのみ
- 技："いやしのすず"・"タマゴうみ"・"ちきゅうなげ"・"ねむる"

バトルチューブにて使用。
スターミー Lv.50
- 特性：しぜんかいふく 持ち物：ラムのみ
- 技："サイコキネシス"・"10まんボルト"・"なみのり"・"れいとうビーム"

バトルチューブにて使用。　
ギャロップ♂ Lv.50
- 特性：にげあし
- 技："オーバーヒート"・"かえんぐるま"・"すてみタックル"・"ソーラービーム"

バトルチューブにて使用。
フーディン
- 技："テレポート"・"かみなりパンチ"

バトルピラミッドの1～9週で使用。野生ポケモンのバトルから逃げる為の離脱要員。
バトルドームのヒースとのバトルでも使用。
ゴマゾウ
- 特性：ものひろい
- 技："じしん"

バトルピラミッドの1～9週目で使用。
ヌケニン
- 特性：ふしぎなまもり
- 技："シャドーボール"

バトルピラミッドの1～9週目で使用。
エビぴょん
- エビワラー♂

クリスタルの手持ち。バトルピラミッドの10週目で使用。
カラぴょん
- カラカラ♂

クリスタルの手持ち。バトルピラミッドの10週目で使用。
メタグロス
- 特性：クリアボディ 持ち物：せんせいのツメ
- 技："がんせきふうじ"・"まもる"

バトルドームのヒースとのバトルで使用。